# Свирж (Сумская область)
Свирж (укр. Свірж) — село,
Коротченковский сельский совет,
Шосткинский район,
Сумская область,
Украина.
Код КОАТУУ — 5925383703. Население по переписи 2001 года составляло 151 человек.

## Географическое положение
Село Свирж находится на берегу реки Свирж, недалеко от её истоков,
ниже по течению на расстоянии в 1,5 км расположено село Погребки.

## Экономика
- Свинотоварная ферма.